# Walshomyia
Walshomyia is een muggengeslacht uit de familie van de galmuggen (Cecidomyiidae).

## Soorten
- W. cupressi Gagne, 1969
- W. insignis Felt, 1921
- W. juniperina Felt, 1908
- W. sabinae (Patterson, 1919)
- W. texana Felt, 1916